# Гость и хозяин
Гость и хозяин (груз. სტუმარ-მასპინძელი) — эпическая поэма грузинского писателя и поэта Важи-Пшавелы. Впервые опубликована в Грузии, Тбилиси, в 1893 году. Как вспоминал автор, она построена на короткой истории об убийстве общиной кровного врага над могилой им убитого; тот умер свободным, а не стал слугой убитого на том свете, потому что до последней секунды жизни проявлял мужество и непоколебимость.
На русский язык поэму переводили Николай Заболоцкий, Владимир Державин, Осип Мандельштам, Борис Пастернак, Сергей Спасский, Марина Цветаева и другие. Среди прочих поэма переведена на английский, немецкий, испанский, итальянский, ингушский языки.
По мотивам поэм «Хозяин и гость» и «Алуда Кетелаури» грузинским режиссёром Тенгизом Абуладзе в 1967 году снят фильм «Мольба».

## Действующие лица
- Джохола Алхастаидзе — кистин из селения Джарего. (прототипом явился Джоколо Майстинский)
- Звиадаури (Нунуа) — хевсур из селения Бисо
- Агаза — жена Джохолы
- Муса — кистин, односельчанин Джохолы
- Дарла — кистин, убитый прежде Звиадаури
- Апарека Бабураули — предводитель хевсур из селения Бисо

## Сюжет
Вблизи родного села Джарего, (ист. область Малхиста Чеченской Республики) охотник-кистин Джохола встречает незнакомца, представившегося ему как Нунуа. В ходе завязавшегося разговора Джохола приглашает его переночевать в свой дом. На самом деле встреченный им — хевсур по имени Звиадаури, кровный враг кистинов, и, как выясняется позже, даже убил родного брата Джохолы. Пока же охотники приходят в дом, где жена Джохолы Агаза и он сам радушно принимают гостя. Ночью односельчане, прознавшие о таком пришельце, врываются в дом и связывают Звиадаури. Джохола встаёт на их пути с кинжалом в руках, а на упрёки и разъяснения соседей ответствует, что пока тот является гостем в его доме, он неприкосновенен. Здесь сталкиваются два адата: закон гостеприимства и обычаи кровной мести. В порыве праведного негодования хозяин даже убивает одного из соседей, оскорбившего его. Джохолу избивают и оставляют связанным, а Звиадаури ведут на кладбище, чтобы убить над могилой односельчанина, погибшего от его руки. Тот до последнего вздоха отказывается проявить покорность, поэтому умирает свободным хевсуром. Когда все уходят, жена Джохолы Агаза оплакивает убитого, а муж её, позже узнав об этом, нисколько её не винит.
До хевсурского селения доходит известие о гибели Звиадаури, и они выдвигаются, чтобы забрать и похоронить его останки. У села происходит столкновение кистин и хевсуров. Джохола, находящийся теперь в опале у односельчан, несмотря на это, доблестно сражается и погибает в битве. Хевсуры, оттеснив противника в село, забирают останки своего товарища с кладбища. Тело же Джохолы кистины тоже не предают земле, помня о его столкновении с общиной. Агаза оплакивает тело мужа, а потом, сама в немилости со стороны соседей, бросается в горный поток.
Поэму завершает легенда о том, как ночами призраки Звиадаури и Джохолы вновь встречаются у костра, беседуя как друзья и побратимы, а Агаза готовит им трапезу.